# Парк 325-річчя Харкова
50°1′45″ пн. ш. 36°19′16″ сх. д. / 50.02917° пн. ш. 36.32111° сх. д.
Парк 325-річчя Харкова — сосновий парк на Салтівці, на правому березі річки Харків. Межує з Журавлівським гідропарком. А на півночі межує з Великою Данилівкою.

## Історія
Парк закладено 1980 року. 
З 2020 року поруч на півострові розпочалося будівництво ЖК Оазис від Житлобуд-1, а дерева парку постраждали, ймовірно, від хвороб. 16 вересня 2024 року ліс згорів. Коли рятувальники його гасили, 17 вересня, Збройні сили Російської Федерації завдали удару КАБами по парку. Сім людей поранено. Парк планується відновити.

## Об'єкти
- Пам'ятний знак «Парк закладений на честь 325-річчя м. Харкова».
- Кав'ярня «La Notte»
- Спортмайданчик